# Bucey-en-Othe
Bucey-en-Othe és un municipi francès situat al departament de l'Aube i a la regió del Gran Est. L'any 2007 tenia 417 habitants.

## Demografia

### Població
El 2007 la població de fet de Bucey-en-Othe era de 417 persones. Hi havia 149 famílies de les quals 27 eren unipersonals (27 dones vivint soles i 27 dones vivint soles), 63 parelles sense fills, 55 parelles amb fills i 4 famílies monoparentals amb fills.
La població ha evolucionat segons el següent gràfic:
Habitants censats

### Habitatges
El 2007 hi havia 182 habitatges, 162 eren l'habitatge principal de la família, 13 eren segones residències i 7 estaven desocupats. 180 eren cases i 1 era un apartament. Dels 162 habitatges principals, 153 estaven ocupats pels seus propietaris, 5 estaven llogats i ocupats pels llogaters i 4 estaven cedits a títol gratuït; 5 tenien dues cambres, 11 en tenien tres, 49 en tenien quatre i 98 en tenien cinc o més. 137 habitatges disposaven pel capbaix d'una plaça de pàrquing. A 49 habitatges hi havia un automòbil i a 100 n'hi havia dos o més.

### Piràmide de població
La piràmide de població per edats i sexe el 2009 era:
| Homes | Edats   | Dones |
| ----- | ------- | ----- |
| 0     | 95 o +  | 0     |
| 0     | 90 a 94 | 0     |
| 0     | 85 a 89 | 0     |
| 0     | 80 a 84 | 12    |
| 4     | 75 a 79 | 12    |
| 4     | 70 a 74 | 4     |
| 8     | 65 a 69 | 8     |
| 4     | 60 a 64 | 4     |
| 16    | 55 a 59 | 8     |
| 20    | 50 a 54 | 12    |
| 24    | 45 a 49 | 24    |
| 16    | 40 a 44 | 20    |
| 12    | 35 a 39 | 8     |
| 4     | 30 a 34 | 12    |
| 4     | 25 a 29 | 0     |
| 12    | 20 a 24 | 0     |
| 20    | 15 a 19 | 0     |
| 8     | 10 a 14 | 20    |
| 12    | 5 a 9   | 4     |
| 8     | 0 a 4   | 4     |

## Economia
El 2007 la població en edat de treballar era de 283 persones, 223 eren actives i 60 eren inactives. De les 223 persones actives 206 estaven ocupades (111 homes i 95 dones) i 17 estaven aturades (9 homes i 8 dones). De les 60 persones inactives 30 estaven jubilades, 18 estaven estudiant i 12 estaven classificades com a «altres inactius».

### Ingressos
El 2009 a Bucey-en-Othe hi havia 162 unitats fiscals que integraven 432 persones, la mediana anual d'ingressos fiscals per persona era de 21.178 €.

### Activitats econòmiques
Dels 13 establiments que hi havia el 2007, 1 era d'una empresa de fabricació d'altres productes industrials, 6 d'empreses de construcció, 2 d'empreses de comerç i reparació d'automòbils, 2 d'empreses immobiliàries, 1 d'una empresa de serveis i 1 d'una entitat de l'administració pública.
Dels 6 establiments de servei als particulars que hi havia el 2009, 2 eren guixaires pintors, 2 lampisteries, 1 electricista i 1 agència immobiliària.
L'any 2000 a Bucey-en-Othe hi havia 6 explotacions agrícoles.

## Equipaments sanitaris i escolars
El 2009 hi havia una escola elemental integrada dins d'un grup escolar amb les comunes properes formant una escola dispersa.

## Poblacions més properes
El següent diagrama mostra les poblacions més properes.